# Diego Osella
Diego Marcelo Osella (nacido en Oncativo, Provincia de Córdoba el 4 de septiembre de 1969) es un exbaloncestista identificado con la Asociación Deportiva Atenas de Córdoba, fruto de haber jugado casi toda su carrera profesional en el club cordobés. El club retiró la camiseta número 11 en su homenaje.
Diego se coronó campeón de la Liga Nacional en seis ocasiones con Atenas de Córdoba y es dueño de varios récords en dicha competencia doméstica: segunda máxima cantidad de partidos jugados (1096); mayor cantidad de rebotes totales (6804), en defensa (4837) y en ataque (1967); y mayor taponador (970). Además, es el cuarto goleador histórico de la Liga (12 358). Algunos de estos números pueden estar incompletos pues jugó temporadas donde no se contabilizaban todos los datos.
Actualmente es dueño de un complejo de cabañas en Nono, provincia de Córdoba.

## Trayectoria
- 1988 a 1992: Atenas de Córdoba
- 1992 a 1993: Club Banco de Córdoba
- 1993 a 2000: Atenas de Córdoba
- 2000 a 2001: Club Baloncesto Lucentum Alicante (España)
- 2000 a 2001: Atenas de Córdoba
- 2001 a 2002: Estudiantes de Olavarria
- 2002 a 2003: Pallacanestro Varese (Italia)
- 2003 a 2010: Atenas de Córdoba
- 2010 a 2011: Sionista de Paraná

## Palmarés

### En la Selección Argentina
- Campeonato Sudamericano Juvenil (1): 1988
- Juegos Panamericanos (1): Medalla de oro en Mar del 1995
- Campeonato Sudamericano de Baloncesto (1): 2001

### En Atenas de Córdoba

#### Torneos nacionales
- Campeón Liga Nacional de Básquet: 1988, 1990, 1991/92, 1997/98, 1998/99
- Campeón Torneo Copa de Campeones 1998, 1999

#### Torneos internacionales
- Campeón Campeonato Sudamericano de Clubes Campeones 1993, 1994
- Campeón Campeonato Panamericano de Clubes 1996
- Campeón Liga Sudamericana de Clubes 1997, 1998

### Distinciones individuales
- MVP de las finales de 1998-99.
- Olimpia de Plata 1995.